# Meitantei Conan - Konjō no fist
Meitantei Conan - Konjō no fist (名探偵コナン 紺青の拳（フィスト）?, Meitantei Conan: Konjō no fist, lett. "Detective Conan - Il pugno dello zaffiro azzurro), conosciuto anche con il titolo internazionale Detective Conan: The Fist of Blue Sapphire, è un film del 2019 diretto da Tomoka Nagaoka.
Si tratta del ventitreesimo film d'animazione dedicato alla serie anime Detective Conan, nonché il ventiquattresimo contando anche il crossover Lupin Terzo vs Detective Conan, uscito in Giappone il 12 aprile 2019.

## Trama
Lo zaffiro più grande del mondo si trova a Singapore e un miliardario ha intenzione di esibirlo all'interno del prestigioso albergo Marina Bay Sands. Tuttavia, avviene un omicidio e lo zaffiro scompare, mentre tutti i sospetti ricadono su Kaito Kid, che però è innocente. Il ladro necessita quindi dell'aiuto di Conan, che però si trova nel suo paese e non può viaggiare su un volo internazionale sotto falso nome. Di conseguenza, non esita a rapirlo e a portarlo sul luogo del misfatto, nascosto dentro una valigia protetta dai controlli, per risolvere definitivamente la situazione.
Arrivati a Singapore, Conan assume l'identità di Arthur Hirai, dal momento che Kogoro, Ran e Sonoko si trovano lì per il prestigioso torneo di arti marziali, a cui partecipa pure Makoto. Per depistare i sospetti di Ran e scoprire i reali assassini che lo hanno incastrato, Kaito si traveste da Shinichi.

## Produzione
Il film ha avuto collaborazioni promozionali con le serie anime Ken il guerriero, Avengers: Endgame e Lamù.
Il caso dal file 8 del volume 94 al file 2 del volume 95 (episodi speciali 927-928), citato nel film, fu inizialmente pianificato dall'autore per Singapore, ma alla fine è stato cambiato con Kyoto e la produzione ha poi riciclato quest'altro paese asiatico.

## Colonna sonora
La sigla finale è BLUE SAPPHIRE, di Hiroomi Tosaka.

## Distribuzione

### Edizioni home video
In Giappone il film è uscito in DVD e Blu-ray il 2 ottobre 2019.